# El pelotón chiflado
El pelotón chiflado (título original en inglés: Stripes) es una película estadounidense de 1981 dirigida por Ivan Reitman y protagonizada por Bill Murray, Harold Ramis, John Candy y Warren Oates. Se trata de una comedia, en la que el protagonista (Murray), tras perder su empleo, su coche, y a su novia, decide alistarse voluntariamente en el ejército. Allí su carácter rebelde chocará con la disciplina militar y se producen un sinfín de situaciones hilarantes. La música original fue compuesta por Elmer Bernstein. La película recibió buenas críticas y fue un éxito de taquilla. Fue la cuarta película dirigida por Ivan Reitman, quien posteriormente dirigiría Los cazafantasmas y su secuela, también protagonizadas por el actor Bill Murray y Harold Ramis

## Reparto
- Bill Murray: John Winger.
- Harold Ramis: Russell Ziskey.
- Warren Oates: Sargento Hulka.
- P. J. Soles: Stella Hansen.
- Sean Young: Louise Cooper.
- John Candy: Dewey «Ox» Oxberger.
- John Larroquette: el capitán Stillman.
- Judge Reinhold: el soldado Elmo Blum.
- John Diehl: el soldado Cruiser.
- Lance LeGault: el coronel Glass.
- Robert J. Wilke: el general Barnicke.
- Conrad Dunn: el soldado Francis Soyer («Psycho»).
- Dave Thomas: el luchador en el barro.
- Joe Flaherty: guardaespaldas.
- John Voldstad: ayudante del Capitán Stillman.
- Timothy Busfield: el soldado del mortero.
- Bill Paxton: un soldado.
- Fran Ryan: la mujer del taxi.

## Producción
En un principio, los productores quisieron crear este filme como vehículo para el lucimiento del dúo Cheech y Chong, popular en tierras estadounidenses. Sin embargo, como los cómicos pidieron recibir, además de su sueldo, un 25% de los beneficios de las cinco siguientes películas de Reitman, ellos quedaron apartados del proyecto. De esa manera sus papeles pararon a uno de los guionistas, Harold Ramis, quien ya había trabajado con el cineasta, y a un humorista del histórico "Saturday Night Live", Bill Murray.